# شعله انقلاب
شعله انقلاب یک هفته‌نامه فارسی تاجیکی بود که میان آوریل ۱۹۱۹ و دسامبر ۱۹۲۱ در سمرقند، جمهوری خودمختار شوروی ترکستان منتشر می‌شد. این روزنامه توسط سید رضا علی‌زاده تأسیس شد. اولین شماره شعله انقلاب در ۱۰ آوریل ۱۹۱۹ منتشر شد. این روزنامه، دومین روزنامه فارسی تاجیکی (پس از بخارای شریف) و نخستین روزنامه فارسی تاجیکی در ترکستان شوروی بود. این روزنامه از خط ایدئولوژیک حزب کمونیست ترکستان پیروی می‌کرد.
بیشتر مقالات روزنامه توسط خود علی‌زاده نوشته می‌شد، البته او برای پنهان کردن کمبود نویسندگان از القاب مختلف استفاده می‌کرد. این روزنامه خواستار ایجاد هویت ملی فارسی بر اساس خطوط زبانی شد. انتشار شعله انقلاب در اکتبر ۱۹۱۹ متوقف شد. این روزنامه نتوانسته بود به ۱۰۰۰ خواننده برسد و درآمد حاصل از فروش آن با هزینه‌های اداره آن همخوانی نداشت. شاخه سمرقند حزب کمونیست احساس می‌کرد قادر به ادامه حمایت اقتصادی از آن نیست.
در نوامبر ۱۹۱۹ روزنامه توسط ترک‌کومیسیا مستقر در تاشکند دوباره راه اندازی شد. در این دوره صدرالدین عینی و حاجی معین که هر دو از نویسندگان برجسته آن زمان بودند به روزنامه پیوستند. موضوع هویت ملی پارسی دیگر مورد تأکید قرار نگرفت، در عوض نویسندگان جدید ترجیح می‌دهند از «ترکستانی‌ها» صحبت کنند. اما همچنان زبان خود را «فارس» می‌نامیدند. این روزنامه رژیم امیر بخارا را محکوم می‌کرد و خواستار حمایت از ارتش سرخ بود.
اگرچه این روزنامه تنها نشریه فارسی‌زبان در منطقه بود، اما همچنان نتوانست خوانندگان بیشتری را به دست آورد. این روزنامه در دسامبر ۱۹۲۱ پس از نودمین شماره آن بسته شد. سرانجام در اوت ۱۹۲۴ روزنامه جدید تاجیکی به نام آواز تاجیک کمبغل با حضور علیزاده، معین و عینی در تیم تحریریه آن منتشر شد.